# Catuilla Planum
Catuilla Planum est une plaine lisse élevée, ou plateau, de Mercure dans le quadrangle Eminescu (H-09).   

## Appellation
En 2017, l'Union astronomique internationale  (UAI) valide son nom dans la nomenclature des systèmes planétaires mercuriens en donnant, comme pour toutes les nouvelles plaines basses ou élevées, un nom rattaché à la planète Mercure ou à un dieu équivalent du dieu romain Mercure dans d'autres langues. L’UAI a choisi le nom Inca de la planète Mercure en langue Quechua,. 

## Cartographie
Après les missions Mariner 10 et Messenger, la mission BepiColombo de l'ESA/JAXA doit présenter une meilleure vision de Mercure. La mise en orbite de BepiColombo autour de Mercure est prévue pour fin 2025. En attendant, les survols en approche de la planète la plus proche du Soleil ont permis la prise et transmission de nouvelles photos de Mercure en mode selfie. 

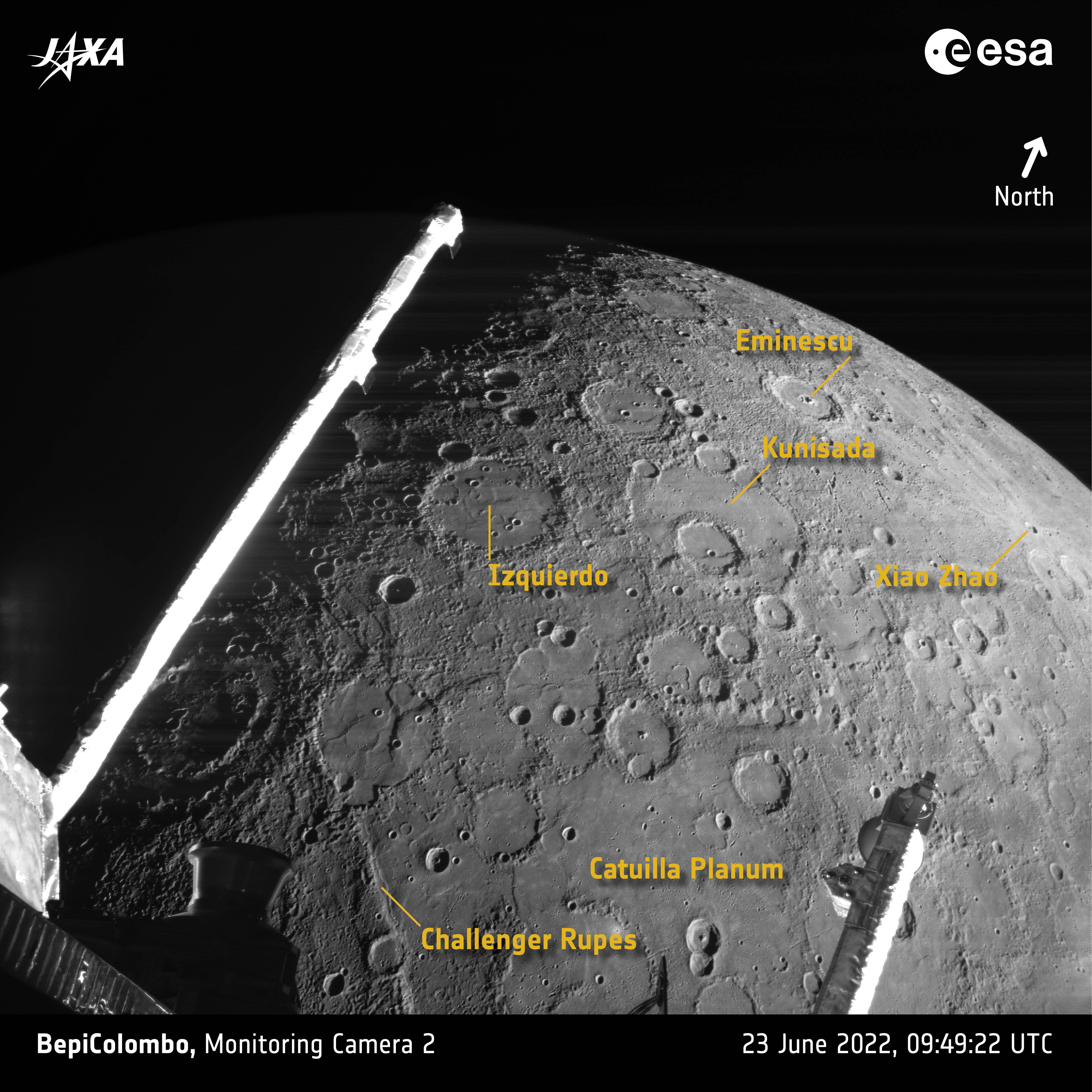
Mercure vue par BepiColombo

Catuilla Planum se trouve dans le quadrangle Eminescu à l'ouest de Challenger Rupes.

## Relief géologique
Catuilla Planum est une plaine lisse élevée, ou plateau. C'est une zone typique du quadrangle de Eminescu. Le grand cratère, encore non nommé, à la droite de Challenger Rupes est recouvert de laves qui rayonnent dans Catuilla Planum. Dans le même quadrangle, les caractéristiques du cratère Eminescu intéressent également les futures études de BepiColombo pour ses « creux », caractéristiques géologiques uniques à Mercure.

## Galerie

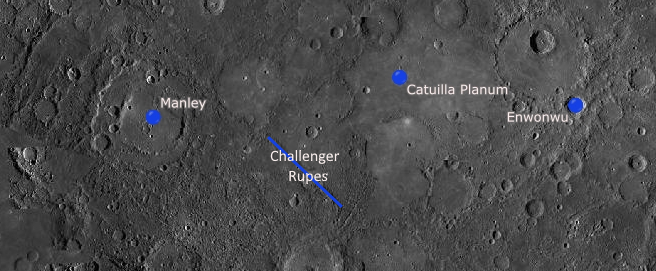